# Autocorrelació

AA dalt: un gràfic d'una sèrie de 100 números aleatoris que oculten la funció sinus. A sota: La funció sinus revelada en un correlograma produït per autocorrelació.

Comparació visual de convolució, correlació creuada i autocorrelació.

L'autocorrelació és una eina matemàtica utilitzada sovint al processament de senyals. La funció d'autocorrelació es defineix com la correlació creuada del senyal amb ell mateix. La funció d'autocorrelació és de gran utilitat per trobar patrons repetitius dins d'un senyal, com per exemple, la periodicitat d'un senyal emmascarat sota el soroll o per a identificar la freqüència fonamental d'un senyal que no la conté, però apareixen nombroses freqüències harmòniques d'aquesta.
Depenent del camp d'estudi es poden definir diferents tipus d'autocorrelació sense que aquestes definicions siguin equivalents. En alguns camps s'utilitzen indistintament les funcions d'autocorrelació i d'autocovariància, ja que totes dues només difereixen entre si en una constant de proporcionalitat que és la variància (en aquest cas, l'autocovariància d'ordre k = 0).

## Definicions de la funció d'autocorrelació
Depenent del camp d'estudi es poden definir diferents tipus d'autocorrelació sense que aquestes definicions siguin equivalents. En alguns camps s'utilitzen indistintament les funcions d'autocorrelació i de autocovariàncies, atès que ambdues només difereixen entre si en una constant de proporcionalitat que és la variància (en aquest cas, la autocovariància d'ordre k>0).

### Estadística
En estadística, l'autocorrelació d'una sèrie temporal discreta d'un procés X t és simplement la correlació d'aquest procés amb una versió desplaçada en el temps de la mateixa sèrie temporal.
Si Xt representa un procés estacionari de segon ordre amb un valor principal de μ es defineix llavors:
{\displaystyle R(k)={\frac {E[(X_{i}-\mu )(X_{i-k}-\mu )]}{\sigma ^{2}}}}
on E és el valor esperat i  k  el desplaçament temporal considerat (normalment anomenat  desfasament ). Aquesta funció varia dins del rang [-1, 1], on 1 indica una correlació perfecta (el senyal se superposa perfectament després d'un desplaçament temporal de  k ) i -1 indica una anticorrelació perfecta. És una pràctica comuna en moltes disciplines el fet d'abandonar la normalització per σ2  i utilitzar els termes  autocorrelació  i  autocovariància  de manera intercanviable.

### Processament de senyals
En processament de senyals, donat un senyal temporal {\displaystyle f(t)}, l'autocorrelació contínua {\displaystyle R_{f}(\tau )} és la correlació contínua creuada de {\displaystyle f(t)} amb si mateix després d'un desfasament {\displaystyle \tau }, i es defineix com:
{\displaystyle R_{f}(\tau )=f^{*}(-\tau )\circ f(\tau )=\int _{-\infty }^{\infty }f(t+\tau )f^{*}(t)\,dt=\int _{-\infty }^{\infty }f(t)f^{*}(t-\tau )\,dt}
on {\displaystyle f^{*}} representa el conjugat complex i el cercle representa una convolució. Per a una funció real, {\displaystyle f^{*}=f}.
Formalment, l'autocorrelació discreta {\displaystyle R} amb un desfasament {\displaystyle j} per un senyal {\displaystyle x_{n}} és
{\displaystyle R(j)=\sum _{n}(x_{n}-m)(x_{n-j}-m)\,}
on  m  és el valor esperat de {\displaystyle x_{n}}.
Sovint les autocorrelacions es calculen per a senyals centrats al voltant del zero, és a dir amb un valor principal de zero. En aquest cas la definició de l'autocorrelació ve donada per:
{\displaystyle R(j)=\sum _{n}x_{n}x_{n-j}.\,}
Les autocorrelacions multidimensionals poden definir de manera similar. Per exemple, en tres dimensions es pot definir l'autocorrelació d'una funció com:
{\displaystyle R(j,k,\ell )=\sum _{n,q,r}(x_{n,q,r}-m)(x_{n-j,q-k,r-\ell }-m).}

## Propietats
Definirem les propietats de l'autocorrelació unidimensional. La majoria de les seves propietats són extensibles fàcilment als casos multidimensionals.
- Simetria :  R  ( i ) =  R  (-  i ),
- La funció d'autocorrelació arriba a un valor màxim en l'origen, on arriba a un valor real. El mateix resultat es pot trobar en el cas discret.
- Com que l'autocorrelació és un tipus específic de correlació manté totes les propietats de la correlació.
- L'autocorrelació d'un senyal de soroll blanc tindrà un fort pic a τ = 0 i valors propers a zero i sense cap estructura per a qualsevol altre τ. Això mostra que el soroll blanc no té periodicitat.
- Segons el teorema de Wiener-Khinchin, la funció d'autocorrelació és la transformada inversa de Fourier de la densitat espectral:[2]

{\displaystyle R(\tau )=\int _{-\infty }^{\infty }S(f)e^{j2\pi f\tau }\,df}
Igualment, l'espectre es relaciona amb la funció d'autocorrelació:
{\displaystyle S(f)=\int _{-\infty }^{\infty }R(\tau )e^{-j2\pi f\tau }\,d\tau .}
La conseqüència és que el senyal pot expressar indistintament en el domini de temps (t) o en el domini de freqüència (f), en existir aquesta correspondència entre tots dos, i entenent que el senyal està completament determinat a partir del total dels seus moments o del total de les seves freqüències.

## Aplicacions
- Una de les aplicacions de l'autocorrelació és la mesura d'espectres òptics i especialment la mesura d'impulsos molt curts de llum.
- En òptica, l'autocorrelació normalitzada i la correlació creuada proporcionen el grau de coherència d'un camp electromagnètic.
- En el processament del senyal, l'autocorrelació proporciona informació sobre les periodicitats del senyal i les seves freqüències característiques com els harmònics d'una nota musical produïda per un instrument determinat (to i timbre).